# Le Juste Euro
Le Juste Euro est un jeu télévisé français présenté par Patrice Laffont et diffusé du 31 décembre 2001 au  19 janvier 2002 sur France 2 aux alentours de midi. 
C'est l'adaptation du jeu américain The Price is Right et le successeur du Juste Prix (dont le principe était similaire au Juste Euro), diffusé sur TF1 à la même heure du 13 décembre 1987 au 31 août 2001.
Pour l'identité musicale de l'émission, Gérard Pullicino a remixé le second générique du Juste Prix qui était composé par Jean-Louis Matinier et Frédéric Prin. 
Le jeu était produit par Anabase (devenue Adventure Line Productions) et Pearson Television France tout comme son prédécesseur.

## Concept et histoire
Le Juste Euro se voulait être le successeur du Juste Prix, il en reprend logiquement le concept avec quelques changements apportés à l'occasion du changement de chaîne. Le jeu devait s'appeler à l'origine Dites-le en Euro ! afin de mieux se démarquer du Juste Prix. Philippe Risoli devait reprendre sa place d'animateur mais la nouvelle version ne l'avait pas convaincu. Il a cédé sa place à  Patrice Laffont, un ancien animateur du jeu Fort Boyard. La première émission fut lancée 31 décembre 2001 avec des animateurs de la chaîne comme candidats et notamment Laurent Fabius, ministre de l'Économie de l'époque comme parrain. Les jeux ont été créés ou adaptés entre autres par Yann Le Gac qui est aussi le comédien qui incarne le Père Fouras dans Fort Boyard.

### Changements
- Si vous ne connaissez pas le sujet, laissez ce bandeau (vous pouvez alors contacter les auteurs).
- Si vous supprimez le contenu mis en cause (vous pouvez préalablement contacter les auteurs),

argumentez précisément cette suppression dans la page de discussion
(un manque de référence n'est pas un argument ; une recherche réelle de référence doit avoir été effectuée, être formellement documentée).
Les hôtesses cèdent leurs places à des « Drôles de Dames » chargées de pimenter l'émission et ayant chacune un rôle bien défini (la drôle, la belle douce et la rebelle). La voix-off est assurée par Jean-Marie Castille. La roue est remplacée par la « Grande Horloge », c'est en réalité une montre dont les chiffres de 1 à 12 sont mélangés. La vitrine est appelée la « Boutique ».
Le plateau est plus sobre, bien que coloré, il ne possède plus d'écran géant et est beaucoup plus dépouillé. Les dotations sont également moins importantes avec des lots ou des sommes moindre comparé au Juste Prix de TF1.

### L'échec
Le programme visait à remplacer le jeu Pyramide dont les scores d'audience avaient, selon France 2, beaucoup baissé. Mais Le Juste Euro ne trouva pas son public. Les téléspectateurs n'ont pas suivi le changement de chaîne du jeu (les audiences étaient passées de 35 % sur TF1 à 11,6 % sur France 2). France 2, contrairement à son habitude, ne laissa pas le temps au jeu de s'installer et le retira de l'antenne pour le remplacer par la nouvelle version de Pyramide malgré les quelques émissions enregistrées restant à diffuser.
D'autre part, Le Juste Euro a sans doute été lancé trop tôt, les Français se mettant tout juste à la nouvelle monnaie unique et la maîtrisant encore mal. Les candidats sélectionnés semblaient être complètement perdus du fait qu'aucun prix en franc n'était indiqué (ils étaient d'ailleurs bannis, on ne devait s'exprimer qu'en euros. Le Juste Prix lui jouait avec les deux monnaies vers la fin). De plus, la production (la même que sur TF1) n'a eu que quatre mois entre l'arrêt du jeu sur TF1 et sa reprise sur France 2 pour adapter le concept au service public.